# Apartaments Sargazo
Els Apartaments Sargazo són uns edificis del municipi de Castelldefels (Baix Llobregat) que formen part de l'Inventari del Patrimoni Arquitectònic de Catalunya.

## Descripció
És un conjunt d'apartaments d'estiueig a la zona de la pineda immediata a la platja de Castelldefels. Composició de volums cúbics, de poca altura (dues o tres plantes). Formalment adopta elements bàsics del llenguatge de l'arquitectura del moviment modern, com les finestres horitzontals. La façana està arrebossada de color rosa. Fou un projecte del 1963 acabat el 1965.